# Kenjo
Kenjo is een bestuurslaag in het regentschap Banyuwangi van de provincie Oost-Java, Indonesië. Kenjo telt 1826 inwoners (volkstelling 2010).